# Kejsertræ-slægten
Kejsertræ-slægten (Paulownia) er en planteslægt, hvori den mest kendte art er kejsertræet.
| Arter |

- Paulownia catalpifolia
- Paulownia elongata
- Paulownia fargesii
- Paulownia fortunei
- Paulownia kawakamii
- Paulownia taiwaniana
- Kejsertræ (Paulownia tomentosa)